# El primer café
El primer café fue un programa español de televisión, emitido por la cadena Antena 3 entre 1996 y 2003.

## Formato
Diseñado sobre unas premisas muy similares y emitido en idéntico horario matinal diario que el espacio Los desayunos de TVE, de la cadena competidora, se trataba de un programa de corte informativo en el que se analizaban las noticias del día, se realizaba entrevistas a personajes relevantes, en especial de la vida política, y se realizaba una tertulia sobre temas de actualidad.

## Historia del programa
El primer programa contó con la presencia del entonces Vicepresidente del Gobierno Francisco Álvarez Cascos. La presentación y codirección corría a cargo de los periodistas Antonio San José y Consuelo Álvarez de Toledo. Tertulianos habituales fueron en esa primera etapa Pilar Miró, Nativel Preciado, Isabel San Sebastián, Victoria Prego y José Oneto.
En enero de 1997, Álvarez de Toledo presentó su dimisión por discrepancias con la línea editorial de la cadena. Desde entonces el espacio fue conducido en exclusiva por Antonio San José hasta el 19 de junio de 1998. Poco después el periodista fue contratado por la cadena CNN+.
Al regreso del programa, tras el paréntesis veraniego, se incorporó a las labores de presentación la periodista Isabel San Sebastián. La de San Sebastián fue la etapa más longeva del espacio, pues se prolongó hasta 2002. Durante ese tiempo, contó con tertulianos como Pedro J. Ramírez o Carlos Herrera y la dirección adjunta del programa la ocupó la periodista Esther Esteban. Sin embargo, tras cuatro años al frente del programa diario, la salida de la periodista provocó una cierta polémica, pues se prescindió de sus servicios por una decisión empresarial, que desde algún medio se consideró consecuencia del conflicto entre César Alierta, Presidente de Telefónica, principal accionista de la cadena y el periodista y tertuliano habitual del programa Pedro J. Ramírez, quien, presuntamente habría sido vetado contra el criterio de Isabel.
La última etapa del programa (2002-2003), fue presentada por Carmen Gurruchaga. Durante ese periodo, sin embargo, los índices de audiencia descendieron hasta el 12,9% de cuota de pantalla, lo que precipitó la cancelación definitiva de El primer café.